# Khujner
Khujner è una suddivisione dell'India, classificata come nagar panchayat, di 9.285 abitanti, situata nel distretto di Rajgarh, nello stato federato del Madhya Pradesh. In base al numero di abitanti la città rientra nella classe V (da 5.000 a 9.999 persone).

## Geografia fisica
La città è situata a 23° 46' 60 N e 76° 35' 60 E e ha un'altitudine di 530 m s.l.m..

## Società

### Evoluzione demografica
Al censimento del 2001 la popolazione di Khujner assommava a 9.285 persone, delle quali 4.800 maschi e 4.485 femmine. I bambini di età inferiore o uguale ai sei anni assommavano a 1.627, dei quali 863 maschi e 764 femmine. Infine, coloro che erano in grado di saper almeno leggere e scrivere erano 5.378, dei quali 3.372 maschi e 2.006 femmine.